# Gruta do Pico da Cruz
A Gruta do Pico da Cruz é uma gruta portuguesa localizada na freguesia do Pico da Pedra, concelho da Ribeira Grande, ilha de São Miguel, arquipélago dos Açores.
Esta cavidade apresenta uma geomorfologia de origem vulcânica em forma de tubo de lava localizado em campo de lava. Este acidente geológico apresenta um comprimento de 98.5 m. por uma lagura máxima de 5.4 m. e uma altura também máxima de 2.9 m.

## Espécies observáveis[2]
- Parachipteria sp.
- Damaeus onustus
- Galumna rasilis
- Vaghia sp. (sp. nov.)
- Vaghia simplex
- Acrogalumna longiplumus
- Galumna elimata
- Oribatula undulata
- Pergalumna myrmophila
- Eupelops occultus
- Lithobius pilicornis
- Atheta (s. str.) dilutipennis
- Disparrhopalites patrizii
- Pseudosinella azorica
- Heteromurus major
- Lepidocyrtus curvicollis
- Isotoma maritima meridionalis
- Neelus murinus